# III liga polska w piłce nożnej (grupa I 2000–2008)
Grupa pierwsza III ligi jest jedną z czterech grup III ligi piłki nożnej w Polsce. Grupa ta powstała w 2002 roku na skutek reorganizacji rozgrywek. Obecnie występuje w niej 16 drużyn z województw: łódzkiego, mazowieckiego, podlaskiego, warmińsko-mazurskiego. W sezonie 2007/2008 opiekunem rozgrywek jest Mazowiecki Związek Piłki Nożnej z siedzibą w Warszawie.

## Sezon 2007/2008
Rozgrywki III ligi, grupy pierwszej w sezonie 2007/2008 rozpoczęły się 11 sierpnia 2007 roku.
W związku z planowaną na sezon 2008/2009 reorganizacją rozgrywek ligowych w Polsce zwycięzca rozgrywek w sezonie 2007/2008 uzyskał awans do nowo utworzonej I ligi (w sezonie 2007/2008 II ligi). Drużyny z miejsc 2-6 awansowały natomiast do nowo utworzonej II ligi (w sezonie 2007/2008 III ligi), która składała się z dwóch 18-zespołowych grup (zespoły z I grupy obecnej III ligi trafiły do grupy wschodniej nowo utworzonej II ligi). Drużyny, które w końcowej tabeli zajęły miejsca od 7. do 16. miały spaść do nowo utworzonej III ligi (w sezonie 2007/2008 IV liga), ostatecznie jednak 3 zespoły spadły do niższych rozgrywek niż III liga.

### Zespoły
| Uczestnicy poprzedniej edycji                                                                                 | Uczestnicy poprzedniej edycji  | Uczestnicy poprzedniej edycji | Uczestnicy poprzedniej edycji |
| --- | ------------------------------ | ----------------------------- | ----------------------------- |
| CON | Concordia Piotrków Trybunalski | 3                             |                               |
| ŚWI | Świt Nowy Dwór Mazowiecki      | 4                             |                               |
| RWM | Ruch Wysokie Mazowieckie       | 6                             |                               |
| RAD | Radomiak Radom                 | 7                             |                               |
| STA | Stal Głowno                    | 8                             |                               |
| GRÓ | Mazowsze Grójec                | 9                             |                               |
| ELB | Olimpia Elbląg                 | 10                            |                               |
| DRW | Drwęca Nowe Miasto Lubawskie   | 113                           |                               |
| WIG | Wigry Suwałki                  | 12                            |                               |
| PUŁ | Nadnarwianka Pułtusk           | 13                            |                               |
| WAR | Warmia Grajewo                 | 14                            |                               |
| Awans z IV ligi 2006/2007                                                                                     |                                |                               |                               |
| grupa łódzka                                                                                                  |                                |                               |                               |
| SOK | Sokół Aleksandrów Łódzki       | 1                             |                               |
| grupa mazowiecka                                                                                              |                                |                               |                               |
| DOL | Dolcan Ząbki                   | 1                             |                               |
| grupa podlaska                                                                                                |                                |                               |                               |
| KOL | Orzeł Kolno                    | 42                            |                               |
| grupa warmińsko-mazurska                                                                                      |                                |                               |                               |
| OKS | OKS 1945 Olsztyn               | 1                             |                               |
| Awans z klasy okręgowej 2006/2007                                                                             |                                |                               |                               |
| grupa Łódź |                                |                               |                               |
| USŁ | UKS SMS Łódź                   | 1                             |                               |
| Oznaczenia: - kolumna pierwsza – skróty nazw drużyn, - kolumna trzecia – miejsce zajęte w poprzednim sezonie. |                                |                               |                               |

Objaśnienia:
1. UKS SMS Łódź zastąpił wycofany po zakończeniu poprzedniego sezonu KS Paradyż.
2. Jagiellonia II Białystok (mistrz podlaskiej grupy IV ligi) zrezygnowała z awansu do III ligi. Ponadto, z awansu zrezygnowały kolejne dwie drużyny – Hetman Białystok i Supraślanka Supraśl – w związku z czym awans uzyskała 4. drużyna – Orzeł Kolno.
3. Drwęca Nowe Miasto Lubawskie wycofała się po rundzie jesiennej.

### Tabela
| Lp. | Drużyna                         | M  | Z  | R  | P  | Bramki | Bramki | Różn. | Pkt | Uwagi                            | Bezpośrednio                |
| --- | ------------------------------- | -- | -- | -- | -- | ------ | ------ | ----- | --- | -------------------------------- | --------------------------- |
| 1   | Dolcan Ząbki (M) (A)            | 30 | 18 | 8  | 4  | 52     | 22     | +30   | 62  | Awans do I ligi                  | DOL – RWM 1:2 RWM – DOL 1:3 |
| 2   | Ruch Wysokie Mazowieckie        | 30 | 19 | 5  | 6  | 49     | 21     | +28   | 62  | awans do nowo utworzonej II ligi | DOL – RWM 1:2 RWM – DOL 1:3 |
| 3   | Wigry Suwałki                   | 30 | 17 | 7  | 6  | 40     | 17     | +23   | 58  | awans do nowo utworzonej II ligi | WIG – SOK 1:0 SOK – WIG 2:1 |
| 4   | Sokół Aleksandrów Łódzki        | 30 | 17 | 7  | 6  | 48     | 18     | +30   | 58  | awans do nowo utworzonej II ligi | WIG – SOK 1:0 SOK – WIG 2:1 |
| 5   | OKS 1945 Olsztyn                | 30 | 15 | 12 | 3  | 51     | 22     | +29   | 57  | awans do nowo utworzonej II ligi |                             |
| 6   | Concordia Piotrków Trybunalski  | 30 | 16 | 7  | 7  | 49     | 30     | +19   | 55  | awans do nowo utworzonej II ligi |                             |
| 7   | Radomiak Radom3 (S)             | 30 | 13 | 8  | 9  | 38     | 19     | +19   | 47  | Spadek do IV ligi                |                             |
| 8   | UKS SMS Łódź (S)                | 30 | 14 | 3  | 13 | 48     | 43     | +5    | 45  | Spadek do III ligi               |                             |
| 9   | Świt Nowy Dwór Mazowiecki (S)   | 30 | 11 | 9  | 10 | 41     | 26     | +15   | 42  | Spadek do III ligi               |                             |
| 10  | Warmia Grajewo (S)              | 30 | 10 | 10 | 10 | 46     | 47     | −1    | 40  | Spadek do III ligi               |                             |
| 11  | Olimpia Elbląg (S)              | 30 | 11 | 5  | 14 | 38     | 48     | −10   | 38  | Spadek do III ligi               |                             |
| 12  | Nadnarwianka Pułtusk (S)        | 30 | 9  | 10 | 11 | 33     | 33     | 0     | 37  | Spadek do III ligi               | PUŁ – GRÓ 3:0 GRÓ – PUŁ 1:0 |
| 13  | Mazowsze Grójec (S)             | 30 | 10 | 7  | 13 | 39     | 48     | −9    | 37  | Spadek do III ligi               | PUŁ – GRÓ 3:0 GRÓ – PUŁ 1:0 |
| 14  | Orzeł Kolno (S)                 | 30 | 2  | 3  | 25 | 25     | 77     | −52   | 9   | Spadek do III ligi               |                             |
| 15  | Stal Głowno4 (S)                | 30 | 2  | 1  | 27 | 16     | 76     | −60   | 7   | Spadek do klasy okręgowej        |                             |
| 16  | Drwęca Nowe Miasto Lubawskie1,2 | 30 | 4  | 2  | 24 | 17     | 83     | −66   | 12  | Drużyna wycofana                 |                             |

### Wyniki
Stan na 3 listopada 2007

### Najlepsi strzelcy
| 2 − | Guzowski (Warmia Grajewo), Kural (Drwęca Nowe Miasto Lubawskie), Sowała (Concordia Piotrków Trybunalski), Stasiak (Concordia Piotrków Trybunalski), Strzeliński (Warmia Grajewo), |

Stan na 15 sierpnia 2007

## Sezon 2006/2007
Rozgrywki III ligi grupy pierwszej w sezonie 2006/2007 rozpoczęły się 12 sierpnia 2006 roku. W trakcie rundy jesiennej, która oficjalnie zakończyła się 5 listopada 2006 roku, zostało rozegranych 15 kolejek. Dodatkowo 11 listopada 2006 rozegrano jedno zaległe spotkanie z 15 kolejki. Najlepszym zespołem rundy okazała się drużyna Concordii Piotrków Trybunalski. Po zakończeniu tego etapu rozgrywek z ligi wycofały się zespoły MG MZKS Kozienice i Unii Skierniewice. Runda wiosenna rozpoczęła się natomiast 24 marca 2007 roku, a zakończyła 16 czerwca 2007 roku. Bezpośredni awans do II ligi uzyskał zespół Znicza Pruszków. W barażu o awans do tejże klasy rozgrywek zagrał natomiast Pelikan Łowicz, który dzięki zwycięstwu nad Kmitą Zabierzów awansował do II ligi. III ligę opuściły jedynie wycofane po rundzie jesiennej zespoły.

### Drużyny
| Uczestnicy poprzedniej edycji                                                                                 | Uczestnicy poprzedniej edycji  | Uczestnicy poprzedniej edycji | Uczestnicy poprzedniej edycji |
| --- | ------------------------------ | ----------------------------- | ----------------------------- |
| PEL | Pelikan Łowicz                 | 21                            |                               |
| GRÓ | Mazowsze Grójec                | 3                             |                               |
| RWM | Ruch Wysokie Mazowieckie       | 4                             |                               |
| ZNI | Znicz Pruszków                 | 5                             |                               |
| STA | Stal Głowno                    | 6                             |                               |
| KOZ | MG MZKS Kozienice              | 73                            |                               |
| PAR | KS Paradyż                     | 8                             |                               |
| WIG | Wigry Suwałki                  | 9                             |                               |
| STR | Unia Skierniewice              | 103                           |                               |
| Spadek z II ligi 2005/2006                                                                                    |                                |                               |                               |
| RAD | Radomiak Radom                 | 142                           |                               |
| ŚWI | Świt Nowy Dwór Mazowiecki      | 16                            |                               |
| DRW | Drwęca Nowe Miasto Lubawskie   | 18                            |                               |
| Awans z IV ligi 2005/2006                                                                                     |                                |                               |                               |
| grupa łódzka                                                                                                  |                                |                               |                               |
| CON | Concordia Piotrków Trybunalski | 1                             |                               |
| grupa mazowiecka                                                                                              |                                |                               |                               |
| PUŁ | Nadnarwianka Pułtusk           | 1                             |                               |
| grupa podlaska                                                                                                |                                |                               |                               |
| WAR | Warmia Grajewo                 | 1                             |                               |
| grupa warmińsko-mazurska                                                                                      |                                |                               |                               |
| ELB | Olimpia Elbląg                 | 1                             |                               |
| Oznaczenia: - kolumna pierwsza – skróty nazw drużyn, - kolumna trzecia – miejsce zajęte w poprzednim sezonie. |                                |                               |                               |

Objaśnienia:
1. Pelikan Łowicz przegrał baraże o awans do II ligi z Podbeskidziem Bielsko-Biała.
2. Radomiak Radom przegrał baraże o utrzymanie w II lidze z Odrą Opole.
3. MG MZKS Kozienice i Unia Skierniewice wycofali się po rundzie jesiennej.

### Tabela
| Lp. | Drużyna                        | M  | Z  | R  | P  | Bramki | Bramki | Różn. | Pkt | Uwagi                       | Bezpośrednio |
| --- | ------------------------------ | -- | -- | -- | -- | ------ | ------ | ----- | --- | --------------------------- | ------------ |
| 1   | Znicz Pruszków (M) (A)         | 30 | 22 | 3  | 5  | 67     | 14     | +53   | 69  | Awans do II ligi            |              |
| 2   | Pelikan Łowicz (B)             | 30 | 15 | 11 | 4  | 45     | 27     | +18   | 56  | Baraże o II ligę            |              |
| 3   | Concordia Piotrków Trybunalski | 30 | 16 | 5  | 9  | 46     | 33     | +13   | 53  |                             |              |
| 4   | Świt Nowy Dwór Mazowiecki2     | 30 | 15 | 11 | 4  | 46     | 21     | +25   | 51  |                             |              |
| 5   | KS Paradyż                     | 30 | 15 | 4  | 11 | 39     | 32     | +7    | 49  |                             |              |
| 6   | Ruch Wysokie Mazowieckie       | 30 | 12 | 12 | 6  | 37     | 25     | +12   | 48  | RWM – RAD 1:0 RAD – RWM 1:1 |              |
| 7   | Radomiak Radom4                | 30 | 14 | 8  | 8  | 41     | 28     | +13   | 48  | RWM – RAD 1:0 RAD – RWM 1:1 |              |
| 8   | Stal Głowno                    | 30 | 11 | 11 | 8  | 33     | 33     | 0     | 44  |                             |              |
| 9   | Mazowsze Grójec                | 30 | 11 | 7  | 12 | 40     | 42     | −2    | 40  |                             |              |
| 10  | Olimpia Elbląg                 | 30 | 9  | 10 | 11 | 39     | 38     | +1    | 37  |                             |              |
| 11  | Drwęca Nowe Miasto Lubawskie   | 30 | 10 | 6  | 14 | 35     | 42     | −7    | 36  |                             |              |
| 12  | Wigry Suwałki                  | 30 | 9  | 7  | 14 | 35     | 39     | −4    | 34  |                             |              |
| 13  | Nadnarwianka Pułtusk           | 30 | 6  | 10 | 14 | 26     | 36     | −10   | 28  |                             |              |
| 14  | Warmia Grajewo                 | 30 | 6  | 5  | 19 | 29     | 50     | −21   | 23  |                             |              |
| 15  | Unia Skierniewice3 (S)         | 30 | 8  | 4  | 18 | 15     | 56     | −41   | 28  | Spadek do IV ligi           |              |
| -   | MG MZKS Kozienice1,3           | 30 | 1  | 4  | 25 | 8      | 71     | −63   | 4   | Drużyna wycofana            |              |

### Baraże o II ligę
| 24 czerwca 2007 | Pelikan Łowicz     | 2:0   | Kmita Zabierzów |                                                                          |
| 17:30           | Kowalczyk 20', 50' | (1:0) |                 | Łowicz, Stadion Pelikana Widzów: 1 500 Sędzia: Jacek Walczyński (Lublin) |

| 27 czerwca 2007 | Kmita Zabierzów                               | 3:2   | Pelikan Łowicz                   |                                                                                     |
| 17:30           | Gawęcki 32' · Zawadzki 60' (k) · Pokrywka 80' | (1:1) | Kowalczyk 34' · Wyszogrodzki 90' | Zabierzów, Gminny Stadion Sportowy Widzów: 1 400 Sędzia: Bartosz Środecki (Wrocław) |

Zwycięzca: Pelikan Łowicz

## Sezon 2005/2006

### Drużyny
| Uczestnicy poprzedniej edycji                                                                                 | Uczestnicy poprzedniej edycji | Uczestnicy poprzedniej edycji | Uczestnicy poprzedniej edycji |
| --- | ----------------------------- | ----------------------------- | ----------------------------- |
| ZNI | Znicz Pruszków                | 21                            |                               |
| ŁOM | ŁKS Łomża                     | 3                             |                               |
| PAR | Ceramika Paradyż              | 4                             |                               |
| STR | Unia Skierniewice             | 5                             |                               |
| PEL | Pelikan Łowicz                | 6                             |                               |
| STA | Stal Głowno                   | 7                             |                               |
| LE2 | Legia II Warszawa             | 8                             |                               |
| GRÓ | Mazowsze Grójec               | 9                             |                               |
| KOZ | MG MZKS Kozienice             | 10                            |                               |
| RWM | Ruch Wysokie Mazowieckie      | 11                            |                               |
| Spadek z II ligi 2004/2005                                                                                    |                               |                               |                               |
| MŁA | MKS Mława                     | 17                            |                               |
| RKS | RKS Radomsko                  | 182                           |                               |
| Awans z IV ligi 2004/2005                                                                                     |                               |                               |                               |
| grupa łódzka                                                                                                  |                               |                               |                               |
| GŁĘ | Górnik Łęczyca                | 1                             |                               |
| grupa mazowiecka                                                                                              |                               |                               |                               |
| DOL | Dolcan Ząbki                  | 1                             |                               |
| grupa podlaska                                                                                                |                               |                               |                               |
| WIG | Wigry Suwałki                 | 1                             |                               |
| grupa warmińsko-mazurska                                                                                      |                               |                               |                               |
| JEZ | Jeziorak Iława                | 1                             |                               |
| Oznaczenia: - kolumna pierwsza – skróty nazw drużyn, - kolumna trzecia – miejsce zajęte w poprzednim sezonie. |                               |                               |                               |

Objaśnienia:
1. Znicz Pruszków przegrał baraże o awans do II ligi z Ruchem Chorzów.
2. RKS Radomsko wycofał się po 8. kolejce.

### Tabela końcowa
| Lp. | Drużyna                  | M  | Z  | R  | P  | Bramki | Bramki | Różn. | Pkt | Uwagi                       | Bezpośrednio                |
| --- | ------------------------ | -- | -- | -- | -- | ------ | ------ | ----- | --- | --------------------------- | --------------------------- |
| 1   | ŁKS Łomża (M) (A)        | 28 | 22 | 5  | 1  | 59     | 14     | +45   | 71  | Awans do II ligi            |                             |
| 2   | Pelikan Łowicz (B)       | 28 | 16 | 9  | 3  | 48     | 14     | +34   | 57  | Baraże o II ligę            |                             |
| 3   | Mazowsze Grójec          | 28 | 13 | 7  | 8  | 49     | 33     | +16   | 46  |                             |                             |
| 4   | Ruch Wysokie Mazowieckie | 28 | 11 | 10 | 7  | 44     | 35     | +9    | 43  |                             |                             |
| 5   | Znicz Pruszków           | 28 | 11 | 7  | 10 | 40     | 36     | +4    | 40  |                             |                             |
| 6   | Stal Głowno              | 28 | 10 | 9  | 9  | 33     | 33     | 0     | 39  |                             |                             |
| 7   | MG MZKS Kozienice        | 28 | 10 | 6  | 12 | 29     | 45     | −16   | 36  |                             |                             |
| 8   | KS Paradyż               | 28 | 8  | 11 | 9  | 37     | 30     | +7    | 35  |                             |                             |
| 9   | Wigry Suwałki            | 28 | 10 | 3  | 15 | 27     | 52     | −25   | 33  | WIG – STR 2:1 STR – WIG 0:1 |                             |
| 10  | Unia Skierniewice        | 28 | 8  | 9  | 11 | 38     | 45     | −7    | 33  | WIG – STR 2:1 STR – WIG 0:1 |                             |
| 11  | Legia II Warszawa (S)    | 28 | 9  | 5  | 14 | 36     | 44     | −8    | 32  | Spadek do IV ligi           |                             |
| 12  | Jeziorak Iława (S)       | 28 | 6  | 12 | 10 | 33     | 44     | −11   | 30  | Spadek do IV ligi           |                             |
| 13  | MKS Mława (S)            | 28 | 7  | 6  | 15 | 23     | 40     | −17   | 27  | Spadek do IV ligi           | MŁA – GŁĘ 1:0 GŁĘ – MŁA 1:4 |
| 14  | Górnik Łęczyca (S)       | 28 | 7  | 6  | 15 | 29     | 38     | −9    | 27  | Spadek do IV ligi           | MŁA – GŁĘ 1:0 GŁĘ – MŁA 1:4 |
| 15  | Dolcan Ząbki (S)         | 28 | 6  | 7  | 15 | 28     | 50     | −22   | 25  | Spadek do IV ligi           |                             |
| -   | RKS Radomsko1            | 0  | 0  | 0  | 0  | 0      | 0      | 0     | 0   | Drużyna wycofana            |                             |

### Baraże o II ligę
| 15 czerwca 2006 | Pelikan Łowicz | 1:1   | Podbeskidzie Bielsko-Biała |                                                                  |
| 17:00           | Kowalczyk 75'  | (0:0) | Podstawek 59'              | Łowicz, Stadion Pelikana Widzów: 1750 Sędzia: Paweł Gil (Lublin) |

| 18 czerwca 2006 | Podbeskidzie Bielsko-Biała                            | 5:2   | Pelikan Łowicz               |                                                                              |
| 17:00           | Chrapek 20', 42', 84' · Kołodziej 78' · Masternak 90' | (2:1) | Kowalczyk 14' · Kosiorek 67' | Bielsko-Biała, Stadion Miejski Widzów: 2200 Sędzia: Grzegorz Dubiel (Kraków) |

Zwycięzca: Podbeskidzie Bielsko-Biała

## Sezon 2004/2005

### Drużyny
| Uczestnicy poprzedniej edycji                                                                                 | Uczestnicy poprzedniej edycji | Uczestnicy poprzedniej edycji | Uczestnicy poprzedniej edycji |
| --- | ----------------------------- | ----------------------------- | ----------------------------- |
| KOZ | MG MZKS Kozienice             | 3                             |                               |
| GWA | Gwardia Warszawa              | 4                             |                               |
| WAR | Warmia Grajewo                | 5                             |                               |
| LGO | Legionovia Legionowo          | 6                             |                               |
| ZNI | Znicz Pruszków                | 7                             |                               |
| STR | Unia Skierniewice             | 8                             |                               |
| GRÓ | Mazowsze Grójec               | 9                             |                               |
| DRW | Drwęca Nowe Miasto Lubawskie  | 10                            |                               |
| OKĘ | Okęcie Warszawa               | 11                            |                               |
| STA | Stal Głowno                   | 12                            |                               |
| PEL | Pelikan Łowicz                | 13                            |                               |
| RWM | Ruch Wysokie Mazowieckie      | 141                           |                               |
| Awans z IV ligi 2003/2004                                                                                     |                               |                               |                               |
| grupa łódzka                                                                                                  |                               |                               |                               |
| CER | Ceramika Opoczno              | 1                             |                               |
| grupa mazowiecka                                                                                              |                               |                               |                               |
| LE2 | Legia II Warszawa             | 1                             |                               |
| grupa podlaska                                                                                                |                               |                               |                               |
| ŁOM | ŁKS Łomża                     | 1                             |                               |
| grupa warmińsko-mazurska                                                                                      |                               |                               |                               |
| OKS | OKS 1945 Olsztyn              | 12                            |                               |
| Oznaczenia: - kolumna pierwsza – skróty nazw drużyn, - kolumna trzecia – miejsce zajęte w poprzednim sezonie. |                               |                               |                               |

Objaśnienia:
1. Ruch Wysokie Mazowieckie wygrało baraże o utrzymanie z Polonią Olimpią Elbląg.
2. Warmia i Mazury Olsztyn zmieniły nazwę na OKS 1945 Olsztyn.

### Tabela końcowa
| Lp. | Drużyna                              | M  | Z  | R  | P  | Bramki | Bramki | Różn. | Pkt | Uwagi                       | Bezpośrednio                |
| --- | ------------------------------------ | -- | -- | -- | -- | ------ | ------ | ----- | --- | --------------------------- | --------------------------- |
| 1   | Drwęca Nowe Miasto Lubawskie (M) (A) | 30 | 16 | 11 | 3  | 49     | 16     | +33   | 59  | Awans do II ligi            |                             |
| 2   | Znicz Pruszków (B)                   | 30 | 15 | 9  | 6  | 37     | 23     | +14   | 54  | Baraże o II ligę            |                             |
| 3   | ŁKS Łomża                            | 30 | 15 | 6  | 9  | 36     | 23     | +13   | 51  |                             | ŁOM – PAR 1:0 PAR – ŁOM 3:2 |
| 4   | Ceramika Paradyż                     | 30 | 15 | 6  | 9  | 40     | 32     | +8    | 51  |                             | ŁOM – PAR 1:0 PAR – ŁOM 3:2 |
| 5   | Unia Skierniewice                    | 30 | 13 | 7  | 10 | 33     | 30     | +3    | 46  |                             |                             |
| 6   | Pelikan Łowicz                       | 30 | 13 | 6  | 11 | 33     | 26     | +7    | 45  |                             |                             |
| 7   | Stal Głowno                          | 30 | 12 | 8  | 10 | 33     | 29     | +4    | 44  |                             |                             |
| 8   | Legia II Warszawa                    | 30 | 11 | 10 | 9  | 43     | 33     | +10   | 43  | LE2 – GRÓ 5:2 GRÓ – LE2 3:1 |                             |
| 9   | Mazowsze Grójec                      | 30 | 12 | 7  | 11 | 45     | 40     | +5    | 43  | LE2 – GRÓ 5:2 GRÓ – LE2 3:1 |                             |
| 10  | MG MZKS Kozienice                    | 30 | 11 | 9  | 10 | 39     | 35     | +4    | 42  | KOZ – RWM 2:1 RWM – KOZ 1:1 |                             |
| 11  | Ruch Wysokie Mazowieckie             | 30 | 12 | 6  | 12 | 36     | 34     | +2    | 42  | KOZ – RWM 2:1 RWM – KOZ 1:1 |                             |
| 12  | Warmia Grajewo (S)                   | 30 | 11 | 7  | 12 | 29     | 36     | −7    | 40  | Spadek do IV ligi           |                             |
| 13  | OKS 1945 Olsztyn (S)                 | 30 | 9  | 11 | 10 | 30     | 30     | 0     | 38  | Spadek do IV ligi           |                             |
| 14  | Gwardia Warszawa (S)                 | 30 | 9  | 2  | 19 | 30     | 52     | −22   | 29  | Spadek do IV ligi           |                             |
| 15  | Legionovia Legionowo (S)             | 30 | 6  | 6  | 18 | 28     | 54     | −26   | 24  | Spadek do IV ligi           |                             |
| 16  | Okęcie Warszawa (S)                  | 30 | 2  | 5  | 23 | 21     | 69     | −48   | 11  | Spadek do IV ligi           |                             |

### Baraże o II ligę
| 18 czerwca 2005 | Znicz Pruszków              | 2:4   | Ruch Chorzów                           |                                                                          |
| 14:00           | Chi Fon 45' · Pulkowski 65' | (1:3) | Wawrzyńczok 12', 44' · Śrutwa 20', 49' | Pruszków, Stadion Znicza Widzów: 1 500 Sędzia: Jarosław Żyro (Bydgoszcz) |

| 22 czerwca 2005 | Ruch Chorzów | 0:2   | Znicz Pruszków              |                                                                      |
| 20:00           |              | (0:1) | Chi Fon 45' · Zubrzycki 79' | Chorzów, Stadion Ruchu Widzów: 10 000 Sędzia: Leszek Gawron (Mielec) |

Zwycięzca: Ruch Chorzów (awans dzięki zdobytym bramkom na wyjeździe)

## Sezon 2003/2004

### Drużyny
| Uczestnicy poprzedniej edycji                                                                                 | Uczestnicy poprzedniej edycji | Uczestnicy poprzedniej edycji | Uczestnicy poprzedniej edycji |
| --- | ----------------------------- | ----------------------------- | ----------------------------- |
| GWA | Gwardia Warszawa              | 2                             |                               |
| OKĘ | Okęcie Warszawa               | 3                             |                               |
| KOZ | MG MZKS Kozienice             | 4                             |                               |
| PEL | Pelikan Łowicz                | 5                             |                               |
| STA | Stal Głowno                   | 6                             |                               |
| GRÓ | Mazowsze Grójec               | 7                             |                               |
| WAR | Warmia Grajewo                | 8                             |                               |
| MŁA | MKS Mława                     | 9                             |                               |
| STR | Unia Skierniewice             | 10                            |                               |
| LGO | Legionovia Legionowo          | 11                            |                               |
| ZNI | Znicz Pruszków                | 12                            |                               |
| ELB | Polonia Olimpia Elbląg        | 131                           |                               |
| Awans z IV ligi 2002/2003                                                                                     |                               |                               |                               |
| grupa łódzka                                                                                                  |                               |                               |                               |
| ZWO | Pogoń Zduńska Wola            | 1                             |                               |
| grupa mazowiecka                                                                                              |                               |                               |                               |
| RAD | Radomiak Radom                | 1                             |                               |
| grupa podlaska                                                                                                |                               |                               |                               |
| RWM | Ruch Wysokie Mazowieckie      | 1                             |                               |
| grupa warmińsko-mazurska                                                                                      |                               |                               |                               |
| DRW | Drwęca Nowe Miasto Lubawskie  | 1                             |                               |
| Oznaczenia: - kolumna pierwsza – skróty nazw drużyn, - kolumna trzecia – miejsce zajęte w poprzednim sezonie. |                               |                               |                               |

Objaśnienia:
1. W związku z wycofaniem się po sezonie Stomilu Olsztyn (spadkowicza z II ligi), w III lidze utrzymała się Polonia Olimpia Elbląg.

### Tabela
| Lp. | Drużyna                       | M  | Z  | R  | P  | Bramki | Bramki | Różn. | Pkt | Uwagi                                                         | Bezpośrednio                |
| --- | ----------------------------- | -- | -- | -- | -- | ------ | ------ | ----- | --- | ------------------------------------------------------------- | --------------------------- |
| 1   | MKS Mława (M) (A)             | 30 | 17 | 9  | 4  | 53     | 24     | +29   | 60  | Awans do II ligi                                              |                             |
| 2   | Radomiak Radom (B)            | 30 | 16 | 7  | 7  | 53     | 34     | +19   | 55  | Baraże o II ligę                                              |                             |
| 3   | MG MZKS Kozienice             | 30 | 16 | 6  | 8  | 50     | 34     | +16   | 54  |                                                               |                             |
| 4   | Gwardia Warszawa              | 30 | 15 | 5  | 10 | 43     | 30     | +13   | 50  |                                                               |                             |
| 5   | Warmia Grajewo                | 30 | 13 | 9  | 8  | 33     | 23     | +10   | 48  |                                                               |                             |
| 6   | Legionovia Legionowo          | 30 | 12 | 7  | 11 | 41     | 37     | +4    | 43  | LGO - ZNI 2:0 ZNI - LGO 1:2                                   |                             |
| 7   | Znicz Pruszków                | 30 | 12 | 7  | 11 | 40     | 35     | +5    | 43  | LGO - ZNI 2:0 ZNI - LGO 1:2                                   |                             |
| 8   | Unia Skierniewice             | 30 | 10 | 12 | 8  | 33     | 29     | +4    | 42  | STR: 6 pkt, różn. +3 GRÓ: 5 pkt, różn. 0 DRW: 4 pkt, różn. -3 |                             |
| 9   | Mazowsze Grójec               | 30 | 10 | 12 | 8  | 39     | 30     | +9    | 42  | STR: 6 pkt, różn. +3 GRÓ: 5 pkt, różn. 0 DRW: 4 pkt, różn. -3 |                             |
| 10  | Drwęca Nowe Miasto Lubawskie  | 30 | 12 | 6  | 12 | 44     | 34     | +10   | 42  | STR: 6 pkt, różn. +3 GRÓ: 5 pkt, różn. 0 DRW: 4 pkt, różn. -3 |                             |
| 11  | Okęcie Warszawa               | 30 | 10 | 10 | 10 | 33     | 29     | +4    | 40  |                                                               |                             |
| 12  | Stal Głowno                   | 30 | 9  | 10 | 11 | 42     | 41     | +1    | 37  |                                                               |                             |
| 13  | Pelikan Łowicz                | 30 | 11 | 3  | 16 | 37     | 50     | −13   | 36  |                                                               |                             |
| 14  | Ruch Wysokie Mazowieckie2 (B) | 30 | 5  | 13 | 12 | 34     | 42     | −8    | 28  | Baraże o utrzymanie                                           | RWM - ELB 0:0 ELB - RWM 0:0 |
| 15  | Polonia Olimpia Elbląg1,2 (B) | 30 | 6  | 10 | 14 | 21     | 41     | −20   | 28  | Baraże o utrzymanie                                           | RWM - ELB 0:0 ELB - RWM 0:0 |
| 16  | Pogoń Zduńska Wola (S)        | 30 | 1  | 4  | 25 | 22     | 105    | −83   | 7   | Spadek do IV ligi                                             |                             |

### Baraże o II ligę
| 20 czerwca 2004 | Radomiak Radom | 3:1   | Tłoki Gorzyce |  |
| 15:00           |                | (2:0) |               |  |

| 26 czerwca 2004 | Tłoki Gorzyce | 2:1   | Radomiak Radom |  |
| 15:00           |               | (0:0) |                |  |

Zwycięzca barażu: Radomiak Radom

### Baraże o utrzymanie w III lidze
| 3 lipca 2004 | Ruch Wysokie Mazowieckie | 3:0   | Polonia Olimpia Elbląg |               |
| 17:00        |                          | (1:0) |                        | Stadion ŁKS-u |

Zwycięzca barażu: Ruch Wysokie Mazowieckie

## Sezon 2002/2003

### Drużyny
| Uczestnicy poprzedniej edycji                                                                                 | Uczestnicy poprzedniej edycji | Uczestnicy poprzedniej edycji | Uczestnicy poprzedniej edycji |
| --- | ----------------------------- | ----------------------------- | ----------------------------- |
| GWA | Gwardia Warszawa              | 2                             |                               |
| MŁA | MKS Mława                     | 3                             |                               |
| KOZ | MG MZKS Kozienice             | 4                             |                               |
| PEL | Pelikan Łowicz                | 5                             |                               |
| LGO | Legionovia Legionowo          | 6                             |                               |
| OKĘ | Okęcie Warszawa               | 7                             |                               |
| WIG | Wigry Suwałki                 | 8                             |                               |
| HUT | Hutnik Warszawa               | 9                             |                               |
| ZNI | Znicz Pruszków                | 10                            |                               |
| PO2 | Polonia II Warszawa           | 11                            |                               |
| STR | Unia Skierniewice             | 12                            |                               |
| Spadek z II ligi 2001/2002                                                                                    |                               |                               |                               |
| JAG | Jagiellonia Białystok         | 15                            |                               |
| Awans z IV ligi 2001/2002                                                                                     |                               |                               |                               |
| grupa warmińsko-mazurska                                                                                      |                               |                               |                               |
| ELB | Polonia Olimpia Elbląg        | 1                             |                               |
| grupa podlaska                                                                                                |                               |                               |                               |
| WAR | Warmia Grajewo                | 1                             |                               |
| grupa łódzka                                                                                                  |                               |                               |                               |
| STA | Stal Głowno                   | 1                             |                               |
| grupa mazowiecka południowa                                                                                   |                               |                               |                               |
| GRÓ | Mazowsze Grójec               | 1                             |                               |
| Oznaczenia: - kolumna pierwsza – skróty nazw drużyn, - kolumna trzecia – miejsce zajęte w poprzednim sezonie. |                               |                               |                               |

Objaśnienia:
1. Mazowsze Grójec wygrało baraż o awans do III ligi z klubem KS Łomianki.

### Tabela
| Lp. | Drużyna                       | M  | Z  | R  | P  | Bramki | Bramki | Różn. | Pkt | Uwagi                       | Bezpośrednio |
| --- | ----------------------------- | -- | -- | -- | -- | ------ | ------ | ----- | --- | --------------------------- | ------------ |
| 1   | Jagiellonia Białystok (M) (A) | 30 | 20 | 7  | 3  | 55     | 18     | +37   | 67  | Awans do II ligi            |              |
| 2   | Gwardia Warszawa              | 30 | 17 | 7  | 6  | 49     | 24     | +25   | 58  |                             |              |
| 3   | Okęcie Warszawa               | 30 | 15 | 8  | 7  | 42     | 22     | +20   | 53  |                             |              |
| 4   | MG MZKS Kozienice             | 30 | 15 | 6  | 9  | 48     | 27     | +21   | 51  |                             |              |
| 5   | Pelikan Łowicz                | 30 | 12 | 11 | 7  | 43     | 30     | +13   | 47  | PEL - STA 4:0 STA - PEL 1:0 |              |
| 6   | Stal Głowno                   | 30 | 13 | 8  | 9  | 35     | 28     | +7    | 47  | PEL - STA 4:0 STA - PEL 1:0 |              |
| 7   | Mazowsze Grójec               | 30 | 12 | 8  | 10 | 35     | 33     | +2    | 44  | GRÓ - WAR 2:0 WAR - GRÓ 1:2 |              |
| 8   | Warmia Grajewo                | 30 | 12 | 8  | 10 | 46     | 31     | +15   | 44  | GRÓ - WAR 2:0 WAR - GRÓ 1:2 |              |
| 9   | MKS Mława                     | 30 | 11 | 9  | 10 | 31     | 33     | −2    | 42  |                             |              |
| 10  | Unia Skierniewice             | 30 | 12 | 5  | 13 | 39     | 41     | −2    | 41  |                             |              |
| 11  | Legionovia Legionowo          | 30 | 9  | 10 | 11 | 35     | 37     | −2    | 37  |                             |              |
| 12  | Znicz Pruszków                | 30 | 10 | 6  | 14 | 41     | 51     | −10   | 36  |                             |              |
| 13  | Polonia Olimpia Elbląg1       | 30 | 9  | 7  | 14 | 28     | 49     | −21   | 34  |                             |              |
| 14  | Wigry Suwałki (S)             | 30 | 8  | 6  | 16 | 31     | 43     | −12   | 30  | Spadek do IV ligi           |              |
| 15  | Polonia II Warszawa (S)       | 30 | 8  | 4  | 18 | 40     | 60     | −20   | 28  | Spadek do IV ligi           |              |
| 16  | Hutnik Warszawa (S)           | 30 | 1  | 2  | 27 | 19     | 90     | −71   | 5   | Spadek do IV ligi           |              |

### Najlepsi strzelcy
23 gole - Kobeszko (Jagiellonia Białystok),
13 goli - Rogalski (MKS Mława), Seremak (MG MZKS Kozienice), Skowroński (Pelikan Łowicz),
12 goli - Bilke (MG MZKS Kozienice), Żukowski (Warmia Grajewo),
11 goli - Sobolewski (Warmia Grajewo),
10 goli - Karpiński (Okęcie Warszawa), Tataj (Okęcie Warszawa),
9 goli - Gołębiewski (Gwardia Warszawa), Komorowski (Mazowsze Grójec), Miąszkiewicz (Gwardia Warszawa),
8 goli - Bolimowski (Pelikan Łowicz 4, Stal Głowno 4), Lepka (Polonia Olimpia Elbląg),

## Sezon 2001/2002

### Drużyny
| Uczestnicy poprzedniej edycji                                                                                 | Uczestnicy poprzedniej edycji   | Uczestnicy poprzedniej edycji | Uczestnicy poprzedniej edycji |
| --- | ------------------------------- | ----------------------------- | ----------------------------- |
| LE2 | Legia II Warszawa               | 1                             |                               |
| GWA | Gwardia Warszawa                | 3                             |                               |
| HUT | Hutnik Warszawa                 | 4                             |                               |
| OKĘ | Okęcie Warszawa                 | 5                             |                               |
| STR | Unia Skierniewice               | 6                             |                               |
| KOZ | MG MZKS Kozienice               | 7                             |                               |
| PEL | Pelikan Łowicz                  | 8                             |                               |
| RAD | Radomiak Radom                  | 9                             |                               |
| ZNI | Znicz Pruszków                  | 10                            |                               |
| MŁA | MKS Mława                       | 11                            |                               |
| PO2 | Polonia II Warszawa             | 12                            |                               |
| PPT | Piotrcovia Piotrków Trybunalski | 13                            |                               |
| WIG | Wigry Suwałki                   | 14                            |                               |
| Spadek z II ligi 2000/2001                                                                                    |                                 |                               |                               |
| DOL | Dolcan Ząbki                    | 20                            |                               |
| Awans z IV ligi 2000/2001                                                                                     |                                 |                               |                               |
| grupa warmińsko-mazurska                                                                                      |                                 |                               |                               |
| PLW | Polonia Lidzbark Warmiński      | 1                             |                               |
| grupa podlaska                                                                                                |                                 |                               |                               |
| HEB | Hetman Białystok                | 1                             |                               |
| grupa łódzka                                                                                                  |                                 |                               |                               |
| GOM | LKS Gomunice                    | 1                             |                               |
| grupa mazowiecka północna                                                                                     |                                 |                               |                               |
| LGO | Legionovia Legionowo            | 12                            |                               |
| Oznaczenia: - kolumna pierwsza – skróty nazw drużyn, - kolumna trzecia – miejsce zajęte w poprzednim sezonie. |                                 |                               |                               |

Objaśnienia:
1. Legia II Warszawa jako drużyna rezerw nie mogła awansować na szczebel centralny, przez co awansowała druga Jagiellonia Białystok.
2. Legionovia Legionowo wygrała baraże o awans z Bronią Radom.

### Tabela
| Lp. | Drużyna                                 | M  | Z  | R  | P  | Bramki | Bramki | Różn. | Pkt | Uwagi                       | Bezpośrednio |
| --- | --------------------------------------- | -- | -- | -- | -- | ------ | ------ | ----- | --- | --------------------------- | ------------ |
| 1   | Piotrcovia Piotrków Trybunalski (M) (A) | 34 | 20 | 9  | 5  | 50     | 19     | +31   | 69  | Awans do II ligi            |              |
| 2   | Gwardia Warszawa                        | 34 | 17 | 8  | 9  | 50     | 37     | +13   | 59  |                             |              |
| 3   | MKS Mława                               | 34 | 17 | 5  | 12 | 41     | 36     | +5    | 56  |                             |              |
| 4   | MG MZKS Kozienice                       | 34 | 15 | 10 | 9  | 43     | 31     | +12   | 55  |                             |              |
| 5   | Pelikan Łowicz                          | 34 | 15 | 8  | 11 | 45     | 42     | +3    | 53  |                             |              |
| 6   | Legionovia Legionowo                    | 34 | 14 | 9  | 11 | 43     | 45     | −2    | 51  |                             |              |
| 7   | Okęcie Warszawa                         | 34 | 14 | 8  | 12 | 41     | 35     | +6    | 50  |                             |              |
| 8   | Wigry Suwałki                           | 34 | 13 | 10 | 11 | 46     | 40     | +6    | 49  | WIG - HUT 3:0 HUT - WIG 1:1 |              |
| 9   | Hutnik Warszawa                         | 34 | 12 | 13 | 9  | 48     | 38     | +10   | 49  | WIG - HUT 3:0 HUT - WIG 1:1 |              |
| 10  | Znicz Pruszków                          | 34 | 13 | 9  | 12 | 37     | 43     | −6    | 48  |                             |              |
| 11  | Polonia II Warszawa                     | 34 | 13 | 8  | 13 | 49     | 47     | +2    | 47  | PO2 - STR 5:0 STR - PO2 1:0 |              |
| 12  | Unia Skierniewice                       | 34 | 11 | 14 | 9  | 42     | 36     | +6    | 47  | PO2 - STR 5:0 STR - PO2 1:0 |              |
| 13  | LKS Gomunice (S)                        | 34 | 13 | 7  | 14 | 42     | 36     | +6    | 46  | Spadek do IV ligi           |              |
| 14  | Radomiak Radom (S)                      | 34 | 11 | 10 | 13 | 33     | 37     | −4    | 43  | Spadek do IV ligi           |              |
| 15  | Dolcan Ząbki (S)                        | 34 | 11 | 9  | 14 | 34     | 31     | +3    | 42  | Spadek do IV ligi           |              |
| 16  | Legia II Warszawa (S)                   | 34 | 10 | 5  | 19 | 33     | 58     | −25   | 35  | Spadek do IV ligi           |              |
| 17  | Polonia Lidzbark Warmiński (S)          | 34 | 7  | 4  | 23 | 32     | 64     | −32   | 25  | Spadek do IV ligi           |              |
| 18  | Hetman Białystok (S)                    | 34 | 3  | 8  | 23 | 22     | 66     | −44   | 17  | Spadek do IV ligi           |              |

## Sezon 2000/2001
| Lp. | Drużyna                           | M  | Z  | R  | P  | Bramki | Bramki | Różn. | Pkt | Uwagi             | Bezpośrednio |
| --- | --------------------------------- | -- | -- | -- | -- | ------ | ------ | ----- | --- | ----------------- | ------------ |
| 1   | Legia II Warszawa (M)             | 38 | 26 | 7  | 5  | 85     | 28     | +57   | 85  |                   |              |
| 2   | Jagiellonia Białystok2 (A)        | 38 | 27 | 2  | 9  | 74     | 26     | +48   | 83  | Awans do II ligi  |              |
| 3   | Gwardia Warszawa                  | 38 | 27 | 2  | 9  | 77     | 39     | +38   | 83  |                   |              |
| 4   | Hutnik Warszawa                   | 38 | 19 | 10 | 9  | 62     | 41     | +21   | 67  |                   |              |
| 5   | Okęcie Warszawa                   | 38 | 18 | 10 | 10 | 57     | 34     | +23   | 64  |                   |              |
| 6   | Unia Skierniewice                 | 38 | 17 | 9  | 12 | 65     | 50     | +15   | 60  |                   |              |
| 7   | MG MZKS Kozienice                 | 38 | 18 | 4  | 16 | 50     | 49     | +1    | 58  |                   |              |
| 8   | Pelikan Łowicz                    | 38 | 16 | 8  | 14 | 64     | 46     | +18   | 56  |                   |              |
| 9   | Radomiak Radom                    | 38 | 16 | 9  | 13 | 50     | 40     | +10   | 57  |                   |              |
| 10  | Znicz Pruszków                    | 38 | 16 | 9  | 13 | 49     | 57     | −8    | 57  |                   |              |
| 11  | MKS Mława                         | 38 | 16 | 7  | 15 | 46     | 40     | +6    | 55  |                   |              |
| 12  | Polonia II Warszawa               | 38 | 17 | 4  | 17 | 55     | 57     | −2    | 55  |                   |              |
| 13  | Piotrcovia Piotrków Trybunalski   | 38 | 15 | 6  | 17 | 60     | 53     | +7    | 51  |                   |              |
| 14  | Wigry Suwałki                     | 38 | 14 | 9  | 15 | 47     | 44     | +3    | 51  |                   |              |
| 15  | Włókniarz Konstantynów Łódzki (S) | 38 | 16 | 3  | 19 | 42     | 44     | −2    | 51  | Spadek do IV ligi |              |
| 16  | Orlen II Płock (S)                | 38 | 11 | 11 | 16 | 50     | 56     | −6    | 44  | Spadek do IV ligi |              |
| 17  | Jeziorak Iława (S)                | 38 | 10 | 11 | 17 | 38     | 50     | −12   | 41  | Spadek do IV ligi |              |
| 18  | Granica Kętrzyn1 (S)              | 38 | 8  | 6  | 24 | 37     | 75     | −38   | 30  | Spadek do IV ligi |              |
| 19  | Marko/WKS Wieluń (S)              | 38 | 4  | 2  | 32 | 22     | 96     | −74   | 14  | Spadek do IV ligi |              |
| 20  | Zatoka Braniewo (S)               | 38 | 2  | 5  | 31 | 16     | 119    | −103  | 11  | Spadek do IV ligi |              |